# جانيت إي. توبيت
جانيت إيفلين توبيت (24 مارس 1898، في ريدينغ، المملكة المتحدة -19 فبراير 1984، في نيويورك، الولايات المتحدة الأمريكية)، والمعروفة أيضًا باسم توبي، مؤلفة بريطانية أمريكية، ومحررة، وناشرة، ومديرة الموسيقى، وجامعة أغاني ورقصات شعبية، وكاتبة مسرحية، ومعلمة، ومرشدة، وقائدة فتيات الكشافة، وعازفة على ناي الراعي.

## إنجلترا: 1924-1929
عند الانتهاء من دراستها، كانت وظيفة توبيت الرئيسية مدرّسة في مدارس مختلفة في إنجلترا والقارة ومعلمة موسيقى. أمضت سنة واحدة في طاقم عمل التايمز. كانت توبيت قائدة مع مرشدات هيرست غرين الأولى، وأيضًا براون أول في شرق ساسكس. شغلت منصب مساعدة مدير المخيم وأمضت ستة أشهر كمساعدة مفوضة للجزيرة في مالطا. من خلال هذه الأدوار، اكتشفت أن الأغاني والرقصات الشعبية كانت مناسبة تمامًا لاحتياجات مجموعات الشباب، وبدأت في جمعها أثناء سفرها في أوروبا. كانت عضوًا في جمعية الكورال الملكية في لندن وروبرتسبريدج مينستريلز.

## بين إنجلترا والولايات المتحدة الأمريكية: 1930-1939
سافرت توبيت إلى أمريكا لأول مرة في أكتوبر 1929 للعمل مستشارة في المعسكر ومستشارة لفتيات الكشافة بالولايات المتحدة الأمريكية.
منذ عام 1930 وحتى عام 1931 درست الرياضة، ورافقت الغناء في المدرسة، وقادت نادي الرقص الشعبي ونادي المشي في مدرسة ماري سي. ويلر. شاركت في تأليف أول 34 كتابًا بعنوان رحلات عمل خارجية مع أليس إم. جي. وايت، وهي امرأة اسكتلندية التقت بها في المدرسة. استمرتا في كتابة أربعة كتب معًا.
في عام 1933 درست فصل استطلاع الأغاني الشعبية في المدرسة الجديدة للبحوث الاجتماعية في نيويورك.

### ناي الراعي
قدمت توبيت نايات الراعي إلى فتيات الكشافة. كانت أيضًا أول شخص يعزفها على الراديو الأمريكي، كجزء من برنامج مخصص للموسيقى العالمية جرى بثه على المستوى الوطني من مركز روكفلر الذي افتتح في نوفمبر 1933. أشرفت على مجموعة من قادة فتيات الكشافة وهن يعزفن على ناي الراعي كجزء من احتفال بعيد ميلاد حركة فتيات الكشافة في برنامج إذاعي لألما كيتشل ليتس توك إت أوفر في عام 1939. في العام نفسه، شاركت في تأليف صناعة نايات الراعي والعزف عليها مع باربرا إمبوري لصالح خدمة معدات فتيات الكشافة. قالت عن النايات: «عليك أن تحمل الناي معك دائمًا. إذا قمت بذلك، يصبح رفيقك. مهدئ ومرضي. ناعم جدًا. سهل جدًا على المستمع. إنه هادئ للغاية بحيث لا يزعج الآخرين، ولكن في البلاد، تأخذك الموسيقى الشبيهة بموسيقى الناي مسافات بعيدة».

### فتيات الكشافة والمرشدات
في عام 1934، كانت توبيت المشرف الموسيقي على الغناء والرقص الشعبي في معسكر تدريب فتيات الكشافة الوطني إيديث ميسي في بليزانتفيل، نيويورك ومخيم باين تري في ماساتشوستس. كانت عضوًا في مجلس المهرجان الشعبي في نيويورك، وفي رسالة إلى جمعية الروحانيين من يناير 1936، أشير إليها على أنها «من قسم البرامج، فتيات الكشافة، نيويورك». في خريف عام 1936، عادت إلى المملكة المتحدة لمدة 18 شهرًا، لتكون في البلاد لتتويج الملك جورج السادس. عن رحلتها، ورد أن «توبي تكتب أنها مشغولة مثل تاجر التوت البري من قبل المرشدات -تنام في سرير مختلف كل ليلة وتعمل على مجموعة جديدة من الأغاني للمرشدين، لأن مشاكل التوريد تجعل استخدام الغناء معًا في إنجلترا غير عملي». «توبي» لقب توبيت في دوائر فتيات الكشافة. خلال هذه الفترة، كانت توبيت مدربة لجمعية المرشدات البريطانية في الغناء على نار المخيم، وسافرت في جميع أنحاء إنجلترا واسكتلندا لتقديم ورش عمل للمرشدات وقادتهن. في هذا الدور، قادت غناء حفلة السمر بعد خدمة التتويج في بفرلي منستر. حصلت على إجازة لمدة عام لإجراء مسح للموسيقى والأنشطة الترفيهية القائمة على الموسيقى في 200 بلدة وقرية صغيرة في جميع أنحاء المملكة المتحدة. عادت إلى نيويورك في مايو 1938. تشير قائمة الركاب إلى مهنتها «ككاتبة» وتشير إلى أن بلد إقامتها الدائمة في المستقبل كان الولايات المتحدة الأمريكية.

## الولايات المتحدة الأمريكية: عام 1940 وما بعده
نالت توبيت الجنسية الأمريكية في 29 مايو 1940.
شغلت عدة أدوار أخرى في منظمة فتيات الكشافة، من بينها مستشارة الموسيقى الوطنية والرقص الشعبي فقد كان لها الفضل في خلق «ثقافة موسيقية قوية للمنظمة» وكانت مديرة الموسيقى، إذ اعتبرت «مسؤولة بشكل أساسي» عن «حركة وطنية نحو تقدير أعمق للموسيقى من قبل فتيات الكشافة». بناءً على توصيتها، تشجعت الفتيات والقادة على الغناء وتقديم النقد البناء لغناء الآخرين في كل من المعسكرات الوطنية وداخل القوات. كانت هناك مسابقات غنائية أدت فيها الفتيات دور الحكام واخترن عناصر الأداء (مثل جودة النغمة، والدقة، والضوء، وظل التعبير) التي تستند إليها أحكامهن.
في عام 1941، درّست توبيت وأليس إم. جي. وايت دورات مكثفة في الرقص الشعبي والدراما في جامعة بوردو، إنديانا. درّست في جامعة كولومبيا في نيويورك. في العام نفسه، عند تعليقها على قيمة تدريس الموسيقى، قالت توبيت: «الروح المعنوية لفتيات الكشافة تساعد في الملاجئ في إنجلترا وفرنسا في تعليم الناس الأغاني أثناء انتظار الإشارات الواضحة». أثناء إدارتها لجلسة غنائية في معهد لانسينغ، «تحدثت عن سير النشاط الترفيهي وأهميته في ظل ظروف الحرب في لندن».
كانت مديرة الموسيقى في مجلس فتيات الكشافة في نيويورك الكبرى وفي عام 1945 سجلت خمس أغنيات (فتيات الكشافة معًا، وميري لارك، ويا جميل بانر، وأغنية أور شاليت، وسويفتلي فلوينج لاب) مع «مجموعة الكورال في مانهاتن... لاستخدامها شارة موسيقية للبث المحلي» من قبل منظمة فتيات الكشافة الوطنية. كانت أيضًا مديرة فتيات الكشافة في تاريتاون، نيويورك.
منذ عام 1947 وحتى عام 1948 سافرت عبر أكثر من 100 مجتمع أمريكي، بما في ذلك المدارس الثانوية والجامعات والكنائس، وقادت جلسات الأغاني والرقص لما مجموعه 16,000 رجل وامرأة وطفل. كتبت عن الجولة، «لقد أثبتت أنها ليست تجربة مشوشة، ولكنها تجربة لتجديد الشباب».
خلال حياتها المهنية في الكشافة، سافرت إلى 40 ولاية أمريكية، وقادت ورش عمل مع مجموعات تصل إلى 1,000 شخص في وقت واحد. زارت العديد من الولايات عدة مرات ووصفت بأنها «تنفيذية كشفية متجولة». كانت مناصبها الأخيرة داخل فتيات الكشافة في الولايات المتحدة الأمريكية مساعدة لمدير إدارة البرنامج منذ 1954 وحتى 1955 ومستشارة المعسكر الخاص في قسم التخييم منذ 1956 وحتى 1958.
استأنفت مسيرتها المهنية في الكتابة المستقلة في عام 1955، لكنها استمرت في المساهمة بشكل متكرر في مجلة غيرل سكاوت ليدر. من تجربتها في فتيات الكشافة، لاحظت «لقد أدهشتني الحيوية غير العادية لبرنامج فتيات الكشافة لدينا، وعبقريته وجاذبيته العالمية، وقدرته على التكيف مع جميع أنواع الظروف والاحتياجات، وبسبب جدية الهدف الكامن وراءه، فإن عنصر المتعة جذاب للغاية للشباب».

### تعليم
تعتقد توبيت أن «أي شخص بالغ مجهز ببعض المواد الترفيهية الأساسية، بالإضافة إلى مبادئ التدريس السليمة، يمكن أن يتقدم كقائد ويستمتع». كانت مدافعة عن تدريس الجولات، قائلة إنهم «يقدمون مقدمة غير مؤلمة، بل ومبهجة للغناء الجزئي». تضمنت دوراتها التدريبية مع قادة الشباب تعليمات حول العرض، والقيادة، واستخدام مواد المصدر، وربط الموسيقى بالأنشطة الأخرى.